# 杨潞龄医学院
杨潞龄医学院（英語：Yong Loo Lin School of Medicine）是新加坡国立大学的附属学院之一，也是最早成立的学院之一。

## 历史

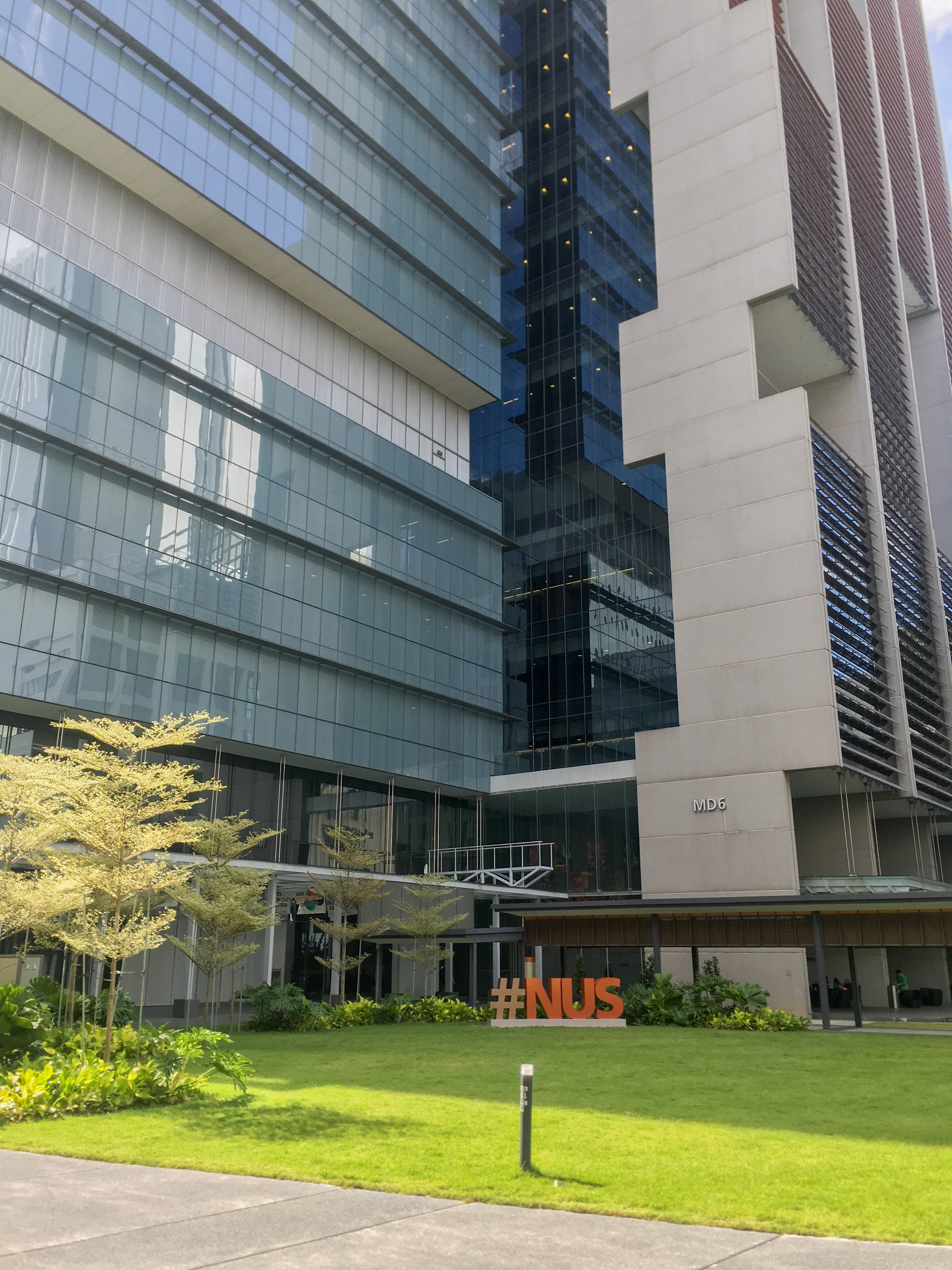
杨潞龄医学院

前身是成立于1905年的海峡殖民地及马来联邦政府医学院，由华侨陈若锦等人发起。1911年陈德源大楼落成。1921年在收到林文庆成立的爱德华七世纪念基金捐赠后更名为爱德华七世医学院。1926年医药学院大厦落成，紧靠着陈德源大楼。
第二次世界大战期间，虽然新加坡被日本占领，但学院仍正常运作。1949年与莱佛士学院合并为马来亚大学。1962年马来亚大学位于新加坡的校区独立为新加坡大学。后成为新加坡国立大学的附属学院之一。
2005年建院百年之际，更名为杨潞龄医学院，以纪念慈善家和医生杨潞龄，此前杨潞龄信托基金曾经捐赠了一亿新加坡元用于扩增医疗设备。

## 构成
该学院由18个系和2个医学中心组成，包括爱丽丝李护理研究中心、麻醉学、解剖学、生物化学、诊断放射学、医学、微生物学、妇产科、眼科学、骨科、耳鼻喉科、儿科、病理学、药理学、生理学、心理医学和外科。